# José Antonio Espinosa
José Antonio Espinosa Hernández (Tomelloso, 24 novembre 1969 – Madrid, 20 ottobre 1996) è stato un ciclista su strada spagnolo.
Professionista dal 1993, arrivò terzo nella 18ª tappa della Vuelta a España 1995. Il 19 ottobre 1996, durante il Criterium de Fuenlabrada, investì un organizzatore della manifestazione e cadendo sbatté la testa sulla strada; trasportato all'ospedale San Carlos di Madrid, venne operato per un edema cerebrale, in condizioni di coma, ma spirò il giorno successivo.

## Palmarès

### Strada
- 1991 (dilettanti)

1ª tappa Cinturón Ciclista Internacional a Mallorca

## Piazzamenti

### Grandi Giri
- Vuelta a España

1993: 114º
1994: 87º
1995: 57º